# 成贞儿
成贞儿（韓語：성정아，1965年12月25日—），韩国女子篮球运动员。她曾代表韩国国家队参加1984年和1988年夏季奥林匹克运动会篮球比赛，其中1984年奥运会获得一枚银牌。